# مسجد كامبونج كاسات
مسجد كامبونج كاسات يقع المسجد في منطقة كامبونج كاسات، والتي تبعد حوالي خمسة وعشرين كيلومتر عن مدينة بندر سري بكاوان عاصمة بروناي.

## البناء
تم بناء مسجد كامبونج كاسات في السادس عشر من شهر فبراير من عام 1979، وتم الانتهاء من البناء في شهر يونيو حزيران من عام 1980، وبلغت نفقات البناء مبلغ قدره 250،000.00 دولار .

## الافتتاح
افتتح مسجد كامبونج كاسات رسميا من قبل معالي الحاج طالب بن حاجي درويش مدير الأشغال العامة في حكومة بروناي دار السلام، وذلك في يوم الجمعة الموافق للعشرين من شهر محرم من عام 1401 هـ الموافق الثامن والعشرين من شهر نوفمبر من عام 1980، وبلغت القدرة الاستيعابية للمسجد في ذلك الوقت 250 مصلي في وقت واحد.

## التوسعة
مع تنامي زيادة الجماعات الساكنة في المنطقة وتنامي أعداد القرويين المهاجرين إلى المنطقة، فقد تم تجديد المسجد في الثامن والعشرين من شهر أغسطس من عام 1996، وتم الانتهاء من أعمال التوسعة في التاسع عشر من شهر أبريل من عام 1997، ويمكن للمسجد الآن أن يستوعب ما يصل إلى 500 مصلٍ في وقت واحد.